# Region Kaolack
Kaolack ist eine Region in Senegal. Die gleichnamige Hauptstadt Kaolack liegt im Westen der Region. Im Süden grenzt die Region an Gambia.

## Geschichte
Die Region Kaolack ist als eine von vier Regionen durch das Gesetz Nr. 84-22 vom 24. März 1984 geschaffen worden (Kolda, Ziguinchor, Fatick und Kaolack), und zwar ersetzten die beiden letztgenannten die Region Sine-Saloum. Bis 2008 bestand die Region aus den Départements Kaffrine, Kaolack und Nioro. Nach dem Stand der Volkszählung von 2002 bedeckte sie eine Fläche von 15.449 km² und hatte 1.066.375 Einwohner. Im Jahr 2008 wurde das östliche Département Kaffrine als Region Kaffrine aus der Region Kaolack ausgegliedert. Die Gegend um Guinguinéo aus der Region Fatick kam hingegen neu dazu. Für die verkleinerte Region wurden nach dem Stand der Volkszählung von 2023 eine Fläche von 5.357 km² und 1.338.671 Einwohner dokumentiert.

## Gliederung
Die Region Kaolack untergliedert sich in drei Départements:
- Guinguinéo
- Kaolack
- Nioro du Rip

Auf den nächsten Gliederungsebenen sind für 2013 acht Arrondissements, zehn Kommunen (Communes) und 31 Landgemeinden (Communautés rurales) zu nennen.